# Murgasz (szczyt)
Murgasz (bułg. Мургаш) – najwyższy szczyt masywu Murgasz w zachodniej Starej Płaninie. Jest położony we wschodniej części masywu i mierzy 1687 m n.p.m.
Jest zbudowany ze skał paleozoicznych i ma kopulasty kształt o stromych stokach. Z jego podnóża wypływają rzeki Elesznica i Bałtujska.
Szczyt jest obiektem turystycznym; na południowym wschodzie na wysokości 1490 m znajduje się schronisko Murgasz, a u południowych podnóży jest Monanastyr Elesznicki. W 1953 na Murgaszu została wybudowana stacja meteorologiczna, która działa do dziś.